# Erich Scholz
Erich Scholz (* 18. Mai 1911 in Tarnowitz; † 2. Oktober 2000 in Rimbach (Odenwald)) war ein deutscher Architekt, Autor und Lieddichter. Von 1938 bis 1945 gehörte Scholz der SS an und arbeitete mehrere Jahre beim SS-Hauptamt Haushalt und Bauten. 1942 wurde er ins Rüstungsministerium versetzt und war 1945 Kommandant der zum KZ Sachsenhausen gehörenden IV. SS-Baubrigade im KZ-Außenlager Ellrich-Bürgergarten. Scholz war Angehöriger der deutschen Jugendbewegung und ist besonders bekannt durch seine zahlreichen Lieder. In Gruppen der Jugendbewegung war und ist er auch unter seinem Fahrtennamen Olka bekannt.

## Leben
Nach dem Gymnasium in Tarnowitz und dem Abitur in Kattowitz nahm Erich Scholz ein Studium der Vermessungstechnik in Danzig auf, das er 1934 abbrach. Von 1936 bis 1938 absolvierte er ein Architekturstudium an der Technischen Hochschule Berlin; in dieser Zeit übernahm er die Leitung der „Gruppe Polen im Bund Auslandsdeutscher Studierender“. Ende 1938 erhielt er das Ingenieur-Diplom, danach arbeitete Scholz in einem Architekturbüro.
1938 wurde Scholz eingebürgert, er trat der Allgemeinen SS (SS-Nr. 417.461) in Berlin bei. 1941 meldete er sich freiwillig zur Waffen-SS. Er war ab 1942 Mitarbeiter der Amtsgruppe C, Bauten, im SS-Wirtschafts- und Verwaltungshauptamt (WVHA) und möglicherweise an der Vorbereitung des Generalplans Ost beteiligt.
Von September 1942 bis Februar 1945 war er Adjutant bei SS-Brigadeführer Walther Schieber im Rüstungslieferungsamt des Reichsministeriums für Bewaffnung und Munition. Im Januar 1943, während der Schlacht von Stalingrad, wurde er zur Truppe kommandiert, jedoch auf Schiebers Intervention wieder ins Rüstungsministerium zurückversetzt. Anfang 1945 wurde er nach Ellrich im Harz versetzt, wo er Kommandant der IV. SS-Baubrigade wurde, einer zuerst zum KZ Dora-Mittelbau und ab dem 15. Januar 1945 zum KZ Sachsenhausen gehörenden KZ-Häftlingseinheit, die unter anderem am Bau der Helmetalbahn mitwirkte und im KZ-Außenlager Ellrich-Bürgergarten untergebracht war.
Vom 10. bis zum 14. April 1945 führte Scholz die ihm unterstellten restlichen 700 KZ-Häftlinge auf einem Todesmarsch durch den Harz nach Siptenfelde, jedoch offenbar ohne Todesfälle. Scholz wurde von US-amerikanischen Einheiten festgenommen und war von 1945 bis 1948 in amerikanischem Kriegsverbrechergewahrsam, unter anderem im KZ Dachau. Nach seiner Entlassung 1948 wurde Scholz Architekt bei der BASF. Nach dem Zweiten Weltkrieg trat er der SPD bei.
1993 sollte Scholz den Eichendorff-Literaturpreis erhalten. Nachdem Paulus Buscher Rechercheergebnisse aus dem Berlin Document Center und dem Institut für Zeitgeschichte über Scholz’ Vergangenheit in der SS und im KZ-System öffentlich gemacht hatte, widerrief die Jury ihr Votum. Den Preis erhielt dann Bodo Heimann.

## Jugendarbeit
Scholz war sowohl vor wie auch nach dem Zweiten Weltkrieg in verschiedenen Gruppen der Bündischen Jugend meist in führender Position tätig. Vor 1933 war er Mitglied in der „Jungdeutschen Erneuerungsbewegung in Polen“. Scholz war beteiligt an der Herausgabe der Zeitschrift Zelte im Osten, er veröffentlichte dort Texte, Lieder und Grafiken. Er war führendes Mitglied der Deutschen Jungenschaft in Polen (zusammen mit Ludwig Wolff (später ebenfalls SS-Führer)) und wurde in die Deutsche Jungenschaft vom 1. November 1929 (dj.1.11.) aufgenommen. Nach dem Engagement Eberhard Koebels (Fahrtenname tusk) in der KPD trat Scholz in die Jungentrucht von Karl Christian Müller (Fahrtenname Teut) über.
Angaben, die auf Aussagen von ihm selbst zurückgeführt werden, wonach er von 1933 bis 1936 zeitweise hauptberuflicher Führer in der Hitlerjugend gewesen sein sollte, sind eher unwahrscheinlich, da er in dieser Zeit meist in Polen war und zudem als Mitglied der dj.1.11., einer alternativen Bewegung angehörte, die größten Wert auf Autonomie und später sogar im Widerstand gegen die HJ und das Naziregime trat. (Wobei Scholz sie dann bereits verlassen hatte)
1959 wurde Scholz Mitglied in der wieder neu gegründeten Deutschen Jungentrucht und wirkte 1960 an deren Zusammenschluss mit dem Jungwandervogel und der Jungenschaft im Bund zum „Bund deutscher Jungenschaften“ (BdJ) mit.

## Veröffentlichungen
- Lieder der Rotte Brabant. Verlag Günther Wolff, 1935.
- Legenden. 1935.
- Die silbernen Hufe. 1942.
- Olkas Lieder. Südmarkverlag Fritsch KG, Heidenheim an der Brenz 1984, ISBN 3-88258-080-1.
- Der Liedertrödler. Südmarkverlag Fritsch KG, Heidenheim an der Brenz 1987, ISBN 3-88258-101-8.
- Zur Geschichte der bündischen Lieder. in der eisbrecher, 1/1988. ISSN 0342-1597, Verlag der Jugendbewegung
- Aus einem nahen fernen Land. Oberschlesische Narben. Dülmen 1990.
- Erich Scholz; Norbert Dolezich: Synek, das Söhnchen. Laumann Druck und Verlag (1991), ISBN 3-89960-085-1
- Die Unruh. Lebenserinnerungen. 2., korrigierte Auflage, Edermünde 2003. (posthum)